# Robinson Crusoe (film, 1954)
Robinson Crusoe är en mexikansk långfilm från 1954 som regisserades av Luis Buñuel, baserad på Daniel Defoes bok med samma namn.

## Handling
Robinson Crusoes båt börjar sjunka ute till havs, och mirakulöst nog överlever Crusoe och hamnar på en öde ö. Han lyckas rädda en hund, en katt, vapen, lite kläder, verktyg och mat från båten. Han lär sig snart att överleva på ön. Men ensamheten börjar hemsöka honom. När han upptäcker att en grupp kannibaler bor på ön blir rädsla en del av hans liv. En dag räddar han livet på en av dem, som var på väg att bli uppäten av de andra. Han döper honom till Fredag och de blir vänner. Men kommer de att lyckas ta sig ifrån ön?

## Om filmen
Robinson Crusoe blev Luis Buñuels första engelskspråkiga film, och även dess manus var skrivet på engelska. De tre huvudrollsinnehavarna - Dan O'Herlihy, Jaime Fernandez och Felipe de Alba - dog alla under år 2005.

## Rollista i urval
- Dan O'Herlihy - Robinson Crusoe
- Jaime Fernandez - Fredag
- Felipe de Alba - Kapten Oberzo
- Chel Lopez - Bosun